# Karl Hesse
Karl Hesse, v matrice jako Franz Carl Hesse (22. září 1829 Šternberk – 14. března 1907 Rýmařov), byl rakouský právník a politik německé národnosti z Moravy; poslanec Moravského zemského sněmu.

## Biografie
Jeho otcem byl měšťan z Šternberka Josef Hesse, matkou byla Anna Fidler. Karl Hesse se veřejně angažoval během revolučního roku 1848, kdy působil v Akademické legii. Působil jako notář v Rýmařově. Tuto profesi vykonával až do své smrti, kdy je uváděn jako nejstarší notář na Moravě. Město Rýmařov mu udělilo čestné občanství. Zasloužil se o prosazení výstavby železniční tratě z Valšova do Rýmařova.
V 70. letech se zapojil i do vysoké politiky. V zemských volbách v září 1871 byl zvolen na Moravský zemský sněm, za kurii venkovských obcí, obvod Šternberk, Rýmařov. Mandát zde obhájil i v zemských volbách v prosinci 1871 a zemských volbách v roce 1878. V roce 1871 se uvádí jako kandidát tzv. Ústavní strany, liberálně a centralisticky orientované.
Zemřel v březnu 1907 po dlouhé nemoci. Bylo mu 77 let. Uvádí se jako vdovec.